# Igreja do Senhor do Bonfim (Laranjeiras)

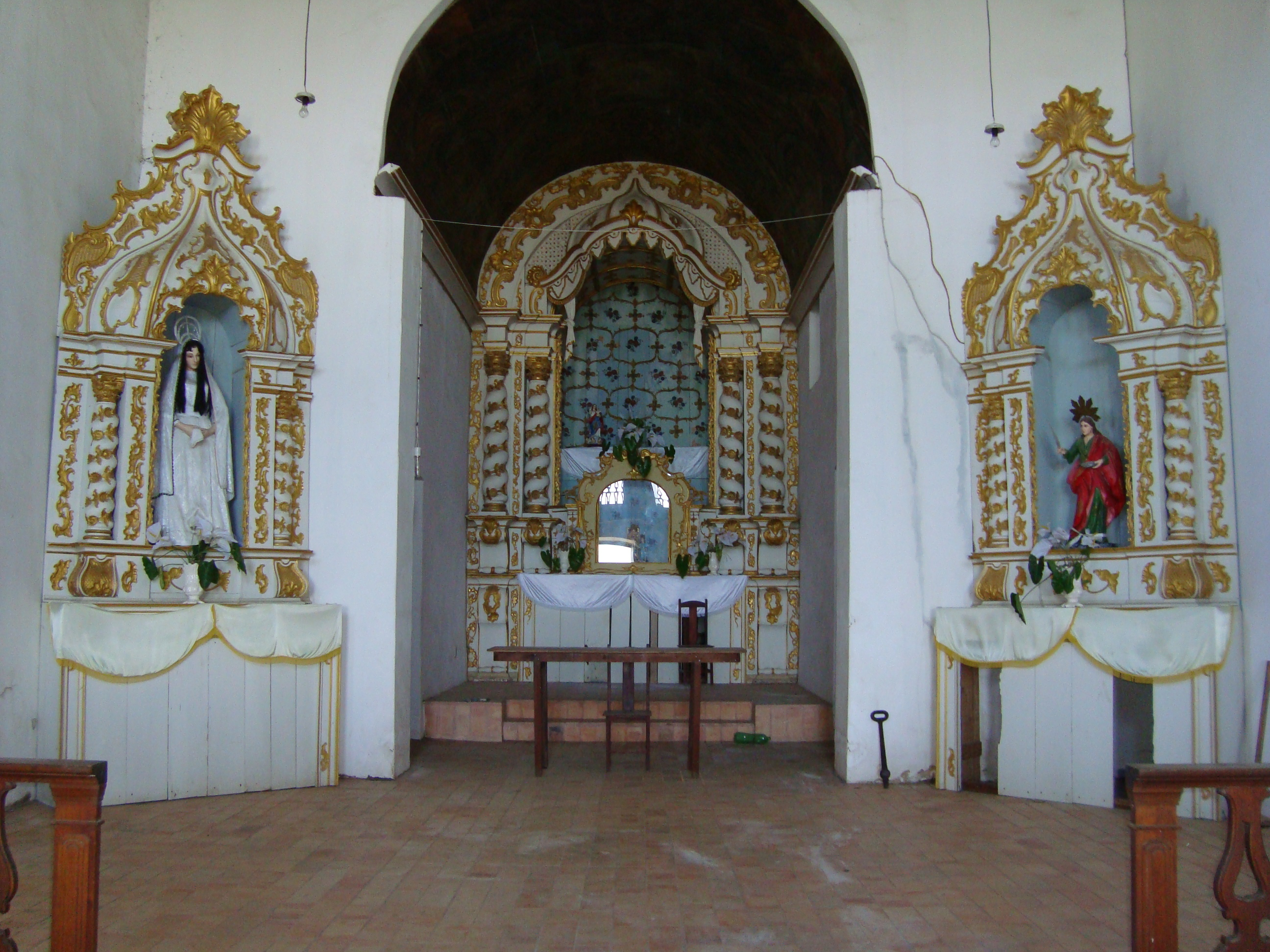
Altar atual da Igreja do Senhor do Bonfim.

A Igreja do Senhor do Bonfim, em Laranjeiras (SE), foi edificada na primeira metade do século XIX no ponto culminante da cidade, no morro do Bonfim (65 metros), a igreja que levou o mesmo nome. Inicialmente, uma capela que recebeu, em 23 de agosto de 1836, do capitão Domingo José de Morais uma doação para aumentar sua construção. Ficou conhecida como 'Capela Azulada' por quase tocar o firmamento.
Todo o seu acervo era em madeira. Em meados do século XIX, a igreja foi atingida por um incêndio que destruiu todos os seus altares. Após intenso trabalho de estudos e pesquisas, o templo foi restaurado, e para o seu interior foi removido o teto e os altares laterais da Capela do Engenho Jesus, Maria e José (Séc. XVIII).

## A Construção
A igreja do Senhor do Bonfim foi construída no ponto mais alto da cidade (65 metros), possui vinte e seis metros de comprimento, oito de largura e originalmente com três altares: o do Senhor do Bonfim, o do Senhor da Cruz e o de Nossa Senhora das Dores.
O terreno foi doado pelo Capitão Domingo José de Moraes e sua esposa, D. Maria Joaquina dos Santos, em 23 de agosto de 1836. No centro deste terreno foi edificada a conhecida Capela Azulada.